# Rayner Rib
Rayner Rib ist ein 850 m hoher und schmaler Grat auf der Insel Heard im südlichen Indischen Ozean. Er ragt südlich des Ross Bluff im Winston-Gletscher auf.
Namensgeber ist Roy Rayner (1930–1981), Hubschrauberingenieur bei einer Kampagne der Australian National Antarctic Research Expeditions zur Vermessung der Insel Heard im Jahr 1980.